# Louis Say
Louis Jean-Baptiste Say (Nantes, 30 de enero de 1852 - Port-Say, 3 de octubre de 1915) fue un marino y explorador francés.

## Biografía
Louis Say fue hijo de Louis Octave Say, un refinador de azúcar, y de Octavie Étienne.
En 1876, participó en la expedición de Victor Largeau que recorrió Argelia y Libia, desde El Oued a Ghadames. En 1877, partió desde la ciudad del sáhara argelino de Uargla y avanzó hacia Bordj Omar Driss, en el sureste. Exploró en detalle los gassi o corredores naturales que atraviesan el campo de dunas del Gran Erg Oriental. Pasó también por Aïn Taya, en el centro de la costa argelina, y por El Biod, al oeste, ya cerca de la cordillera del Atlas.   
En 1886 dirigió una expedición a las regiones de Uchda e Iznassen, en el noreste de Marruecos. Ese mismo año se publicó su obra Afrique du Nord et politique coloniale, notes et croquis d'un officier de marine.
En 1905 fundó la ciudad de Port-Say, actualmente llamada Marsa Ben M'Hidi, la ciudad más occidental de la costa argelina, situada en la frontera argelino-marroquí. 